# 三板橋
三板橋，是臺灣臺北市的一個舊地名，位於今中山區的西南部，以及中正區的東北部，範圍大致包括中山區正得里、正守里、正義里的全部、康樂里的西半部，以及中正區梅花里、幸福里、幸市里、東門里中北部、文北里、文祥里、三愛里。
根據地方耆老所言，因為三橋町（三板橋）公墓的成立，日治時代的台北有一句俗語曰「去三板橋」，若是說某人「去三板橋」，可能暗指人已「往生」，或是咒罵人「去死」。戰後，隨著三橋町（三板橋）公墓的消失，這句俗語也不再流傳。 

## 歷史
台灣清治末期至日治前期，該地區為一街庄，稱為「三板橋庄」，隸屬於大加蚋堡。該庄北與中庄仔庄為鄰，東北有一小段與上埤頭庄為鄰，東及東南與大安庄為臨，南邊為古亭村庄、龍匣口庄，西邊為臺北城內、大稻埕。
1901年（日治明治三十四年）11月，該庄為臺北廳直轄，隸屬於第四區。1906年（明治三十九年）1月，第四區改名「古亭村區」。1912年（大正元年）9月，三板橋庄改隸屬「大龍峒區」。1920年（大正九年）改制為大字，隸屬於臺北州臺北市。1922年4月町目劃分時，三板橋大字分拆為三橋町、大正町、樺山町、幸町、東門町。
戰後臺北市改制為省轄市。1946年2月臺北市劃分為10個區，三板橋地區分別隸屬於中山區、城中區，町改制為里。1968年7月臺北市改制為院轄市。1990年3月，臺北市各區重劃，三板橋地區分屬於中山區、中正區。

## 交通
台北捷運淡水信義線、板南線、中和新蘆線有經過三板橋地區，設有善導寺站、東門站、忠孝新生站。鄰近居民可由此等路線及相關路網快速前往大台北地區各地，或在臺北車站轉搭高鐵、台鐵或客運前往全台各地。松山新店線雖亦經過本地區，但未設站。
三板橋地區西側邊界有臺灣公路原點，省道台1甲線開頭段（中山北路一、二段）經過本地區西北部邊界地帶，省道台9線開頭段（中山南路）為本地區西部邊界，省道台5線開頭段穿越本地區北部，均為重要的平面聯外道路。

## 學校
- 國立臺北商業大學
- 國立臺灣大學醫學院
- 國立臺灣大學公共衛生學院
- 臺北市立成功高級中學
- 臺北市開南高級中等學校
- 臺北市中正區東門國民小學

## 廟宇
- 東門里福德宮（土地廟）
- 聖安宮（三山國王廟，光華數位新天地六樓）

## 公園
- 康樂公園
- 林森公園（部分）

## 公共設施
- 臺大醫院東院區